# Contea di Hardeman (Texas)
La contea di Hardeman in inglese Hardeman County è una contea dello Stato del Texas, negli Stati Uniti. La popolazione al censimento del 2010 era di 4 139 abitanti. Il capoluogo di contea è Quanah. La contea è stata creata nel 1858 ed in seguito organizzata nel 1884. Il suo nome deriva dai fratelli Bailey Hardeman e Thomas Jones Hardeman, i primi politici e legislatori del Texas.
Il repubblicano Drew Springer, Jr., un uomo d'affari di Muenster (Contea di Cooke), rappresenta dal gennaio 2013 Hall County nella Camera dei Rappresentanti del Texas.

## Geografia fisica
| Anno | Popolazione | ±%       |
| ---- | ----------- | -------- |
| 1880 | 50          |          |
| 1890 | 3,904       | 7,708.0% |
| 1900 | 3,634       | −6.9%    |
| 1910 | 11,213      | 208.6%   |
| 1920 | 12,487      | 11.4%    |
| 1930 | 14,532      | 16.4%    |
| 1940 | 11,073      | −23.8%   |
| 1950 | 10,212      | −7.8%    |
| 1960 | 8,275       | −19.0%   |
| 1970 | 6,795       | −17.9%   |
| 1980 | 6,368       | −6.3%    |
| 1990 | 5,283       | −17.0%   |
| 2000 | 4,724       | −10.6%   |
| 2010 | 4,139       | −12.4%   |

Secondo l'Ufficio del censimento degli Stati Uniti d'America la contea ha un'area totale di 697 miglia quadrate (1810 km²), di cui 695 miglia quadrate (1800 km²) sono terra, mentre 1,8 miglia quadrate (4,7 km², corrispondenti allo 0,3% del territorio) sono costituiti dall'acqua.
Il Prairie Dog Town Fork Red River si unisce a Buck Creek nella fascia nord-occidentale della contea formando il Red River: esso segna la maggior parte del confine settentrionale dello Stato del Texas con l'Oklahoma.

### Strade principali
- U.S. Highway 287
- State Highway 6

### Contee adiacenti
- Harmon County (nord)
- Jackson County (nord-est)
- Wilbarger County (est)
- Foard County (sud)
- Cottle County (sud-ovest)
- Childress County (ovest)

## Economia
Nella città fantasma di Acme, situata a 6 miglia (9,7 km) ad ovest di Quanah (il capoluogo della contea), è attivo uno stabilimento della Georgia-Pacific LLC, società statunitense che produce cellulosa e carta.

## Attrazioni
Il Lago Pauline si trova a 6 miglia (9,7 km) ad est di Quanah.